# Mroczne cienie
Mroczne cienie (ang. Dark Shadows) – amerykański horror fantastyczno-komediowy z 2012 roku, w reżyserii Tima Burtona. Film oparty jest na gotyckiej operze mydlanej z lat 1966–1971, o tym samym tytule, autorstwa Dana Curtisa.

## Opis fabuły
Jest rok 1760, młody Barnabas Collins wraz z rodzicami udaje się w podróż z Liverpoolu do Nowej Anglii, do stanu Maine. Tam, dorabiając się na przemyśle rybołówczym, rodzina zakłada miasto: Collinsport oraz buduje luksusową posiadłość: Collinwood. Gdy Barnabas jest już dorosły, wchodzi w romans z jedną ze swoich służących, Angelique, nie żywiąc do niej żadnych głębszych uczuć. Wkrótce zakochuje się w młodej i pięknej Josette, tym samym odrzucając zaloty poprzedniej dziewczyny. Ta, w ramach zemsty, morduje jego rodziców oraz rzuca na arystokratę klątwę, a następnie zmusza jego narzeczoną za pomocą magii do rzucenia się z Wdowiego Wzgórza na ostre skały. Barnabas próbuje ocalić ukochaną, lecz przybywa na miejsce za późno. Zrozpaczony próbuje skoczyć za nią, licząc na śmierć, lecz nie wie, że Angelique, która jest wiedźmą, przemieniła go w wampira. Ze zgrozą zauważa, że nie udało mu się umrzeć oraz że całe miasto ma go obecnie za potwora. Wściekły tłum, pod wpływem odrzuconej kobiety, grzebie mężczyznę żywcem w trumnie, związanego łańcuchami.
Barnabasa odnajdują przypadkowo robotnicy, natrafiając na trumnę zakopaną głęboko pod ziemią w 1972 roku. Arystokrata morduje każdą osobę znajdującą się w pobliżu, zaspokajając swoje pragnienie po raz pierwszy od 212 lat.
Jest skonfundowany nowinkami technologicznymi, zadziwiają go nawet betonowe drogi. Postanawia wrócić do swojej posiadłości, gdzie odkrywa, że majątek, który gromadził przez lata, przepadł, a dom popada w ruinę. Z radością dowiaduje się, że ród Collinsów nadal zamieszkuje Collinwood, spotykając w salonie dwójkę dzieci oraz poznając służącego Williego, którego hipnotyzuje wampirzymi mocami, czyniąc go swym wiernym sługą. Postanawia pomóc swojemu rodowi odzyskać niegdysiejsze dobre imię. Zawiera umowę z obecną głową rodziny, Elizabeth, z której wynika, że wampir pozostanie w posiadłości jako daleki krewny z Wielkiej Brytanii, nie mówiąc nikomu o swojej mrocznej naturze oraz pomoże rodzinie wskrzesić podupadającą już firmę rybołówczą. Pokazuje również kobiecie tajny korytarz ukryty w gabinecie, w którym schowane są dawne skarby rodzinne, mówiąc, że zna ten dom tak dobrze, jak swoje własne ciało i udowadniając w ten sposób prawdziwość swojej historii. Posiadłość zamieszkuje również Victoria Winters, młoda guwernantka wynajęta do opieki nad Davidem, bratankiem Elizabeth. Matka chłopca umarła wiele lat temu, a jego ojciec, Roger, nie poświęca mu zbyt wiele czasu. David utrzymuje, że nadal widuje swoją matkę po śmierci, lecz nikt poza Victorią mu w to nie wierzy.
Przy śniadaniu Barnabas poznaje resztę domowników, w tym nastoletnią córkę Elizabeth, Carolyn, brata Elizabeth, Rogera oraz doktor Julię Hoffman, będącą pomocą psychiatryczną dla Davida. Gdy do jadalni wchodzi Victoria, okazuje się, że młoda guwernantka wygląda identycznie jak jego zmarła ukochana. Arystokrata widzi w niej szansę na przywrócenie dawno utraconego szczęścia. Przy posiłku wychodzą na jaw również rozmaite dziwactwa mężczyzny, który zachowuje się jak przystało na czasy, w których został wychowany, wypowiada się w dziwny sposób i czuje się skonfundowany przez tak wielki postęp technologiczny.
Wkrótce doktor Hoffman hipnotyzuje Barnabasa, myśląc, że mężczyzna jest chory psychicznie, a ten pod wpływem hipnozy wyjawia jej swój mroczny sekret. Kobieta jest początkowo wściekła, że taka osoba mieszka z nią i dziećmi pod jednym dachem, lecz wkrótce dostrzega w wampirze potencjał i postanawia regularnie go badać jako wybryk natury.
Arystokrata zaczyna również wcielać w życie plan odbudowy rodzinnego interesu, wykorzystując przy tym ukryte w podziemiach domu bogactwa oraz siłę perswazji (a przy tym wampirze moce kontroli umysłu).
Okazuje się, że Angelique pod różnymi postaciami przez te wszystkie lata budowała swoją pozycję w Collinsport, wykorzystując upadek firmy rodzinnej Barnabasa, i jest obecnie grubą rybą w mieście. Jej Anielska Zatoka jest największym konkurentem na rynku dla Collinsów, niemal niemożliwym do pokonania. Do tego wiedźma wciąż kocha Barnabasa i liczy na jego względy. Mężczyzna poddaje się jej zalotom, aby chronić Victorię, i uprawia z nią przygodny seks w jej gabinecie, lecz tuż po nim, po raz kolejny odrzuca Angie.
W międzyczasie wampir próbuje zdobyć uczucia Victorii i idzie po poradę miłosną do Carolyn. Ta jednak niewiele mu pomaga. Następnie widzimy Barnabasa siedzącego wieczorem w kręgu lokalnych hippisów i proszącego ich o pomoc w rozwiązaniu swoich miłosnych rozterek. Gdy otrzymuje od nich odpowiedź na nurtujące go pytanie, przepraszając, zabija wszystkich, żywiąc się ich krwią.
Collinsowie organizują przyjęcie, aby zaprezentować wszystkim swoją pozycję społeczną i zjednać sobie miasto. Gwiazdą wieczoru ma być Alice Cooper. Collinsowie zakupują z okazji happeningu kulę dyskotekową i mnóstwo światełek, zjeżdża się wiele osób. Barnabas spotyka Victorię, stojącą samotnie na balkonie. Para wyznaje sobie uczucia, a dziewczyna opowiada wampirowi historię swojego życia. Okazuje się, że kobieta naprawdę nazywa się Maggie Evans i uciekła z zakładu psychiatrycznego, w którym umieścili ją jej rodzice adopcyjni, ponieważ widuje ona stale ducha Josette. Wyjaśnia również, że przybyła do Collinwood przez Josette, która wskazała jej ogłoszenie o tej pracy w gazecie. Całującą się parę dostrzega Angelique, która przychodzi nieproszona i wpada w furię.
Po balu Barnabas, wchodząc do gabinetu doktor Hoffman, dowiaduje się, że ta, zamiast jedynie badać jego krew i starać się zamienić go w człowieka, przetacza ją sobie, licząc na wieczną młodość. Wampir, czując się oszukany, zabija psychiatrę i z pomocą Williego wrzuca jej zwłoki do morza. Arystokrata natyka się na Rogera, chcącego ukraść część majątku i uciec z kochanką. Daje mu wybór: zostać i być dobrym ojcem dla Davida, na jakiego chłopiec zasługuje, lub zostawić syna i uciec z taką ilością pieniędzy, by móc zacząć nowe życie. Roger wybiera ucieczkę, zostawiając syna we łzach, bez słowa. Chłopiec niemal ginie przez spadającą z sufitu kulę dyskotekową, lecz Barnabas ratuje go, używając nadludzkiej szybkości i wpadając w strumień światła słonecznego. Wampir, ku zdziwieniu domowników, staje w płomieniach. Willie gasi go przy pomocy wody z wiadra, którą mył podłogę. Wszyscy czują się oszukani, patrzą na mężczyznę jak na potwora, nawet Victoria traktuje go ozięble, odchodząc bez słowa.
Barnabas w desperacji udaje się do Angelique, chcąc, by ta przemieniła go znów w człowieka. Kobieta tak manipuluje rozmową, by ten przyznał się do wszystkich popełnionych przez siebie zbrodni i żąda, by został jej kochankiem. Po odmowie umieszcza go po raz kolejny w trumnie i zamyka w opuszczonym grobowcu, podpalając jednocześnie fabrykę Collinsów.
Następnie udaje się na policję z nagraniem przyznającego się do morderstw arystokraty, nastawia całe miasto przeciwko Collinsom i idzie wraz z wściekłym tłumem oraz oficerami do Collinwood.
W międzyczasie David uwalnia wampira z trumny, a ten rusza na pomoc swojej rodzinie. Dochodzi do bitwy pomiędzy nim a Angelique, która pokazuje wszystkim swoją morderczą naturę. Przerażeni ludzie uciekają, a na polu walki pozostają tylko Collinsowie i wiedźma. Elizabeth próbuje zastrzelić swoją przeciwniczkę, lecz z przerażeniem odkrywa, że poraniona kobieta nadal oddycha, wykręcając się w nienaturalny sposób. Angie ożywia płaskorzeźby w posiadłości, aby te pozbyły się rodziny Barnabasa. Okazuje się, że Carolyn jest wilkołaczycą – nastolatka rzuca się na wiedźmę, lecz zostaje szybko pokonana i traci przytomność. Kobieta przyznaje się do zamordowania rodziców i narzeczonej wampira oraz nałożenia na Carolyn klątwy wilkołactwa. Gdy wydaje się już, że odniosła ostateczne zwycięstwo, w domu pojawia się David, grożąc Angelique i prosząc ją o wycofanie się. Gdy ta odmawia, matka Davida, pod postacią ducha, atakuje kobietę. Reszta rodziny ucieka z płonącego budynku, w posiadłości pozostaje jedynie Barnabas i wymienia ostatnie słowa z dawną kochanką, po raz kolejny odrzucając jej miłość.
Wampir biegnie na Wdowie Wzgórze, bojąc się o życie Victorii. Dociera na miejsce w ostatnim momencie – wydaje się, że Victoria została uratowana. Kobieta prosi ukochanego o życie wieczne, mówiąc, że nie mogą być razem, gdy on żyje w mroku, a ona w świetle. Po odmowie wampira rzuca się w przepaść, a ten za nią, łapiąc ją przy tym i gryząc. Victoria budzi się w ramionach Barnabasa jako wampirzyca, przedstawiając mu się przy tym jako Josette – para w końcu może być szczęśliwa.

## Przedstawienie wampiryzmu w filmie
Wampir wydaje się być istotą doskonale znaną każdemu. Choć Barnabas ukrywa swoją mroczną naturę przed światem, inni członkowie rodziny na widok płonącego w świetle mężczyzny od razu rozumieją, kim jest. Jednocześnie w przypadku scenek komediowych, gdy przykładowo wampir śpi, zwisając z sufitu jak nietoperz, inni nie widzą w tym nic nadzwyczajnego. Jednocześnie Barnabas po przemianie od razu rozpoznaje, kim jest, i zdaje się doskonale rozumieć wampirzą naturę.
Film ukazuje przerysowany obraz wampira i jest swego rodzaju parodią gatunku, jednocześnie wykorzystując wszystkie mity wampiryczne. Barnabas boi się srebra, płonie żywym ogniem w świetle słonecznym, sypia w trumnie. Jego makijaż jest przerysowany i sprawia, że wygląda bardzo dziwnie na tle innych postaci.
Mroczne Cienie ukazują wampiryzm zarówno jako klątwę (Barnabas chciałby być znów człowiekiem), jak i dar (dzięki niemu wampir na końcu filmu może żyć wiecznie ze swoją ukochaną; do tego doktor Hoffman jest śmiertelniczką pragnącą wiecznego życia i młodości).

## Obsada
- Johnny Depp jako Barnabas Collins
- Michelle Pfeiffer jako Elizabeth Collins Stoddard
- Eva Green jako Angelique Bouchard
- Jackie Earle Haley jako Willie Loomis
- Jonny Lee Miller jako Roger Collins
- Bella Heathcote jako Victoria Winters
- Chloë Grace Moretz jako Carolyn Stoddard
- Gulliver McGrath jako David Collins
- Ray Shirley jako pani Johnson
- Christopher Lee jako Silas Clarney
- Alice Cooper jako on sam
- Ivan Kaye jako Joshua Collins
- Susanna Cappellaro jako Naomi Collins
- William Hope jako szeryf Bill
- Helena Bonham Carter jako doktor Julia Hoffman